# Frank Chee Willeto
Frank Chee Willeto (6 juin 1925 - 23 juin 2012) est un code talker Navajo et le vice-président de la Nation navajo d'aout 1998 à janvier 1999, sous le président Milton Bluehouse Sr. (en)

## Biographie

### Jeunesse
Willeto est né à Crownpoint, Nouveau-Mexique (en), le 6 juin 1925. Dans le système de clans matrilinéaires navajo, il est du Bit'ahnii (clan des bras croises) à travers sa mère et du Tódích'íi'nii (clan de l'eau amer) à travers son père; son chei (clan de son arrière grand-père) est le Ta'neeszahnii (clan enchevêtrement) et son Nálí (clan de sa famille paternel) est le Naakai dine'é (clan du peuple mexicain).

### Service militaire
Willeto s'engage dans le Corps des Marines des États-Unis en janvier 1944, pendant la Seconde Guerre mondiale. Il est déployé avec la 6e Division des Marines à Saipan et Okinawa, ou il est code talker, se servant de la langue Navajo pour transmettre des communications indéchiffrables à l'ennemi. Comme tous les autres code talkers, son rôle spéciale reste secret jusqu'à 1968, quand les documents concernant le programme sont déclassifiés. En 2001, Willeto et les autres code talkers Navajo qui sont toujours en vie reçoivent le Congressional Silver Medal (en),.

### Carrière politique
Willeto retourne à la Nation navajo suivant la conclusion de la Seconde Guerre mondiale. Il est embauche de 1946 à 1974 par le département des routes du Bureau des affaires indiennes. Après, il travaille pour le Département de l'Éducation de États-Unis,.
En 1974, Willeto est élu au Conseil de la Nation navajo (en). Il reste en ce poste jusqu'à 1986, quand il est élu président du chapitre (en) (la forme de gouvernement la plus local de la Nation navajo) de Pueblo Pintado. Il sert aussi comme judge sur le Conseil Judiciaire Suprême navajo, une institution précurseur de la Cour Suprême de la Nation navajo (en),.
Le 23 juillet, 1998, Milton Bluehouse Sr. devient président par intérim de la Nation navajo et nomme Willeto vice-président en août 1998,. Bluehouse et Willeto se présentent aux élections présidentiels de novembre 1998, espérant gagner un plein terme de quatre ans. Kelsey Begaye (en) leur bat et est inauguré le 12 janvier, 1999, mettent fin au terme vice-présidentiel de Willeto[incompréhensible].

### Vie publique et décès
Willeto reste active dans la vie publique après la fin de son terme vice-présidentiel. Il est partisan du nouveau Lycée Tsé Yi' Gai (en) en Pueblo Pintado, Nouveau-Mexique (en) et de la construction d'un nouveau pont entre ledit lycée et la Navajo Route 9.
En 2008, il donne une bénédiction pour inaugurer la construction du sous-marin nucléaire d'attaque USS New Mexico. En 2009 il est invité à la Maison-Blanche pour assister à la signature du Omnibus Public Land Management Act of 2009 (en). Finalement, le 16 novembre 2011 il est membre du panel "La Voie du Guerrier: Le Dévouement des Amérindiens à la Nation, la Communauté, et la Communication" devant le Comité des Affaires indiennes du Sénat des États-Unis (en).
Willeto est mort le 23 juin, 2012, à l'age de 87 ans dans sa maison à Pueblo Pintado,,. Susana Martinez, gouverneur du Nouveau-Mexique, ordonne que les drapeaux soient mis en berne en son honneur, et le président de la Nation navajo, Ben Shelly (en), ordonne de même pour le 25 juin au 28 juin. Ses funérailles ont lieux au Lycée Tsé Yi’ Gai, et il est enterré le 29 juin 2012 au cimetière national de Santa Fe en presence du gouverneur Martinez et 150 autres personnes,.